# Theophilea cylindricollis
Theophilea cylindricollis är en skalbaggsart som beskrevs av Maurice Pic 1895. Theophilea cylindricollis ingår i släktet Theophilea och familjen långhorningar. Inga underarter finns listade i Catalogue of Life.